# Pierre Fecchino

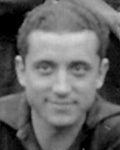
Fecchino

Pierre Antoine François Fecchino (auch unter dem Namen Fechino; * 31. Mai 1907 in Antibes, Frankreich; † 22. Januar 1987 in Antibes, Frankreich) war ein französischer Fußballspieler.

## Karriere
Fecchino, der sowohl im Mittelfeld als auch im Sturm eingesetzt wurde, begann das Fußballspielen 1919 im Kindesalter bei einem Verein namens JA Antibes; von dort aus wechselte er 1920 in die Jugend des Stadtrivalen Olympique Antibes. 1929 ging der 174 Zentimeter große Fußballer als Amateurspieler zur AS Cannes und erreichte mit dieser das nationale Pokalfinale 1932; dabei bereitete er mit einer Flanke das einzige Tor des Tages vor, das Kapitän Louis Clerc erzielte und erreichte somit den Titelgewinn.
Im selben Jahr gelang Cannes die Aufnahme in die neugegründete Division 1, die als höchste französische Spielklasse neugeschaffen wurde und den Profifußball in Frankreich einführte. Fecchino zählte in der neuen Liga zu den besten Torschützen, erzielte 14 Treffer in 16 Partien und nahm damit Platz zwei in der Torjägerliste ein; darüber hinaus gelang seinem Team der Sprung ins Endspiel um die Meisterschaft. Im Finale erzielte er den zwischenzeitlichen 1:2-Anschlusstreffer, konnte eine 3:4-Niederlage seiner Mannschaft gegen Olympique Lille aber nicht abwenden. In der Folgesaison blieb er mit zehn Toren ein erfolgreicher Stürmer. 1934 verließ er Cannes nach fünf Jahren und ging zu seinem mittlerweile in FC Antibes umbenannten Ex-Klub zurück, der ebenfalls die Spielberechtigung für die oberste Liga erhalten hatte.
Bei Antibes war er zwar als Torjäger nicht mehr derart erfolgreich wie in seinen ersten Profijahren, erhielt aber dennoch einen festen Stammplatz und hielt mit dem Verein vier Mal in Folge die Klasse. 1938 erfolgte nach sechs Jahren sein Abschied von der ersten Liga, die er nach 137 Spielen und 35 Toren verließ, um zum Zweitligisten OGC Nizza zu wechseln. Dort konnte er wieder an seine Erfolge als Torjäger anknüpfen und erzielte im Verlauf der Spielzeit 1938/39 zehn Treffer. Der Kriegsausbruch im Jahr 1939 bedeutete das Ende des regulären Spielbetriebs, was für Fecchino dem Ende seiner Laufbahn gleichkam.